# Drentse 8 van Westerveld 2021
La 14e édition du Drentse 8 van Westerveld a lieu le 22 octobre 2021. La course fait partie du calendrier international féminin UCI 2021 en catégorie 1.2. Elle est remportée par la Néerlandaise Chantal van den Broek-Blaak.

## Parcours
La course débute et se conclut à Dwingeloo. Le parcours est constitué d'un grand circuit de 39 km effectué trois fois avant d'enchaîné sur un petit circuit long de 7 km. Le circuit est parfaitement plat mais comporte un secteur pavé.

## Équipes
| UCI Women's WorldTeams (4)- Trek-Segafredo - SD Worx - Liv Racing - Team BikeExchange Équipes féminines continentales (7)- Valcar-Travel & Service - Tibco-Silicon Valley Bank - Parkhotel Valkenburg - Andy Schleck-CP NVST-Immo Losch - NXTG Racing - GT Krush Tunap - Bizkaia-Durango Équipe féminines amateur (6)- Jan van Arckel - Restore - Team Drenthe - Loving potatoes-de Jonge Renner - John Deere NWVG - Watersley R&D Équipe régionale et de club- WV Schijndel |
| |

## Récit de la course
La météo est extrêmement venteuse et accompagnée d'averses. Au bout de quinze kilomètres le peloton se fragmente.  Le groupe de tête compte une quinzaine d'unités. Celui de poursuite en a dix-sept. Dans le dernier secteur pavé, Chloe Hosking chute mais revient plus loin sur la tête, tandis que Femke de Vries est distancée. Arrivé sur le circuit final, les organisateurs décident d'arrêter le groupe de poursuite comme il est sur le point de perdre un tour sur le groupe de tête. À dix kilomètres de l'arrivée, Chantal van den Broek-Blaak part seule. Elle n'est plus reprise. Derrière, Charlotte Kool  remporte le sprint pour la deuxième place. Seules vingt-neuf coureuses des quatre-vingt-dix-neuf au départ terminent la course.

## Classements

### Classement final
| \| Classement général \| Classement général \| Classement général \| Classement général \| Classement général \| \| Coureuse \| Coureuse \| Pays \| Équipe \| Temps \| \| ------------------ \| --------------------------- \| ------------------ \| ----------------------- \| ------------------ \| \| 1re \| Chantal van den Broek-Blaak \| Pays-Bas \| SD Worx \| 3 h 21 min 05 s \| \| 2e \| Charlotte Kool \| Pays-Bas \| NXTG Racing \| + 27 s \| \| 3e \| Eleonora Gasparrini \| Italie \| Valcar-Travel & Service \| + 27 s \| \| 4e \| Chloe Hosking \| Australie \| Trek-Segafredo \| + 27 s \| \| 5e \| Alison Jackson \| Canada \| Liv Racing \| + 27 s \| \| 6e \| Lonneke Uneken \| Pays-Bas \| SD Worx \| + 27 s \| \| 7e \| Teniel Campbell \| Trinité-et-Tobago \| Team BikeExchange \| + 27 s \| \| 8e \| Mareille Meijering \| Pays-Bas \| \| + 27 s \| \| 9e \| Christine Majerus \| Luxembourg \| SD Worx \| + 27 s \| \| 10e \| Daniek Hengeveld \| Pays-Bas \| GT Krush Tunap \| + 27 s \| |                             |                   |                         |                 |
| |                             |                   |                         |                 |
| Source : ProCyclingStats |                             |                   |                         |                 |
| Classement général |                             |                   |                         |                 |
| Coureuse | Coureuse                    | Pays              | Équipe                  | Temps           |
| 1re | Chantal van den Broek-Blaak | Pays-Bas          | SD Worx                 | 3 h 21 min 05 s |
| 2e | Charlotte Kool              | Pays-Bas          | NXTG Racing             | + 27 s          |
| 3e | Eleonora Gasparrini         | Italie            | Valcar-Travel & Service | + 27 s          |
| 4e | Chloe Hosking               | Australie         | Trek-Segafredo          | + 27 s          |
| 5e | Alison Jackson              | Canada            | Liv Racing              | + 27 s          |
| 6e | Lonneke Uneken              | Pays-Bas          | SD Worx                 | + 27 s          |
| 7e | Teniel Campbell             | Trinité-et-Tobago | Team BikeExchange       | + 27 s          |
| 8e | Mareille Meijering          | Pays-Bas          |                         | + 27 s          |
| 9e | Christine Majerus           | Luxembourg        | SD Worx                 | + 27 s          |
| 10e | Daniek Hengeveld            | Pays-Bas          | GT Krush Tunap          | + 27 s          |

### Points UCI
| Position           | 1er | 2e | 3e | 4e | 5e | 6e | 7e | 8e à 10e |
| Classement général | 40  | 30 | 25 | 20 | 15 | 10 | 5  | 3        |

## Liste des participantes

### Primes
L'épreuve attribue les primes suivantes :
| Position | 1er   | 2e    | 3e    | 4e    | 5e    | 6e    | 7e    | 8e   | 9e   | 10e  |
| Prix     | 365 € | 240 € | 180 € | 150 € | 120 € | 110 € | 100 € | 90 € | 70 € | 45 € |

Les places allant de onze à vingtième donnent 45 €.